# Fodina sumatrensis
Fodina sumatrensis är en fjärilsart som beskrevs av Louis Beethoven Prout 1924. Fodina sumatrensis ingår i släktet Fodina och familjen nattflyn. Inga underarter finns listade i Catalogue of Life.